# 237 a.C.

## Eventos
- Quinto Fúlvio Flaco e Lúcio Cornélio Lêntulo Caudino, cônsules romanos.
- Após a derrota de Cartago na Primeira Guerra Púnica, Amílcar Barca, vencidos os conflitos internos, desembarca em Gades[1] com intenção de alargar a área de influência púnica.